# Thalassodes pseudochloropis
Thalassodes pseudochloropis là một loài bướm đêm trong họ Geometridae.